# Clive Walker (calciatore 1945)
David Clive Allan Walker (Watford, 24 ottobre 1945) è un allenatore di calcio ed ex calciatore inglese, di ruolo difensore.

## Caratteristiche tecniche
Era un terzino sinistro.

## Carriera

### Giocatore
Dopo aver giocato nel settore giovanile del Leicester City esordisce in prima squadra con le Foxes (e, contestualmente, tra i professionisti) all'età di 18 anni, nella stagione 1963-1964, nella quale gioca una partita nella prima divisione inglese; l'anno seguente gioca invece 9 partite, a cui aggiunge ulteriori 7 presenze nella stagione 1965-1966, terminata la quale viene ceduto al Northampton Town, club appena retrocesso in seconda divisione; con i Cobblers Walker subisce due retrocessioni in tre stagioni di permanenza (dalla seconda alla terza divisione nella stagione 1966-1967 e dalla terza alla quarta divisione nella stagione 1968-1969) e, nell'estate del 1969, dopo complessive 72 presenze ed un gol in incontri di campionato, viene ceduto al Mansfield Town, club di terza divisione, categoria nella quale gioca fino al termine della stagione 1971-1972, conclusa la quale gli Stags retrocedono in quarta divisione, categoria in cui Walker contribuisce alla vittoria del campionato nella stagione 1974-1975, che è anche la sua ultima da professionista: dopo 229 presenze e 8 reti in incontri di campionato lascia infatti il Mansfield Town, giocando comunque per altre due stagioni a livello semiprofessionistico con le maglie rispettivamente di Chelmsford City e Gravesend & Northfleet.
In carriera ha totalizzato complessivamente 318 presenze e 9 reti nei campionati della Football League.

### Allenatore
Nella stagione 1979-1980 e dal 1982 al 1984 ha allenato il Northampton Town, in quarta divisione; nella stagione 1991-1992 ha lavorato come vice allenatore del Maidstone Utd, sempre in questa stessa categoria, per poi nella parte finale della stagione venire promosso ad allenatore. In seguito ha allenato in due diversi periodi (dal 2002 al 2003 e dal 2005 al 2007) i semiprofessionisti del Dover Athletic, e sempre nel 2007 per un breve periodo ha anche allenato i semiprofessionisti dell'Ashford Town.

## Palmarès

### Giocatore

#### Competizioni nazionali
- Campionato inglese di quarta divisione: 1

Mansfield Town: 1974-1975